# 达翁
达翁（法語：Daon）是法国马耶讷省的一个市镇，位于该省南部，马耶讷河左岸，属于贡捷堡区。该市镇总面积17.93平方公里，2009年时的人口为486人。

## 人口
达翁人口变化图示